# 思王
思王（しおう）は、周朝の第30代王。貞定王の子。
紀元前441年、兄である哀王を殺害して即位したが、在位5ヵ月後の8月、弟である姫嵬に殺害された。